# Yngve Östensson
Mats Yngve Torsten Östensson, född 26 april 1926 i Stora Tuna, Kopparbergs län, död 21 mars 2008 i Borlänge, var en svensk tecknare och teckningslärare.
Han var son till järnvägstjänstemannen Oskar Östensson och Anna Fredriksson. Östensson studerade vid  Konstfackskolans avdelning för dekorativ målning 1956–1958 och vid Konstfackskolans högre konstindustriella avdelning 1958–1960. Han var därefter anställd som formgivare vid HSB i Stockholm innan han 1966 anställdes som teckningslärare i Skutskär. Vid sidan av sitt arbete var han verksam som konstnär. Tillsammans med Bengt Hammar och Lars Sporrong ställde han bland annat ut på Vallins konsthall i Örebro och han medverkade i ett flertal samlingsutställningar. Hans konst består av landskapsskildringar huvudsakligen utförda som teckningar men han målar även i olja och akvarell.